# Adolf (książę Holsztynu)
Adolf (ur. 15 września 1600 w zamku Gottorp, zm. 19 września 1631 w Eilenburgu) – książę Holsztynu, dowódca regimentu wojsk cesarskich w trakcie wojny trzydziestoletniej.
Urodził się jako syn rządzącego na Gottorp księcia Holsztynu Jana Adolfa. Od 1621 subkoadiutor lubecki, walczył następnie w służbie cesarskiej jako dowódca regimentu podległy Johanowi von Tilly i Albrechtowi von Wallensteinowi od 1623 przeciwko książętom protestanckim i królowi Danii Chrystianowi IV. Pozbawiony w związku z powyższym apanażu przez rządzącego wówczas na Gottorp swojego brata Fryderyka III, starał się uzyskać, ostatecznie bez powodzenia (w związku z podpisaniem kończącego ten etap zmagań wojny trzydziestoletniej w 1629 pokoju w Lubece), tron norweski W 1627 przybył do Polski w związku z trwającą wojną polsko-szwedzką na czele wojsk w sile 3–4 tysięcy żołnierzy, by wspomóc ją w walce ze Szwecją, jednak już w październiku tego roku (wobec wrogości ze strony szlachty spowodowanej popełnianymi na ludności cywilnej gwałtach oraz niewielkiej liczbie tych posiłków), jego oddziały przeszły na terytorium Pomorza Zachodniego (księstwo pomorskie), a następnie dalej w głąb cesarstwa. Ponownie pod dowództwem Johana von Tilly walczył z wojskami króla szwedzkiego Gustawa II Adolfa, finalnie 17 września 1631 w pod Breitenfeld został ciężko ranny i zmarł w Eilenburgu 19 września, a pochowano go w katedrze św. Piotra w Szlezwiku.